# Qingyun (köping i Kina, Zhejiang)
Qingyun (kinesiska: 庆云, 庆云镇) är en köping i Kina. Den ligger i provinsen Zhejiang, i den östra delen av landet, omkring 50 kilometer nordost om provinshuvudstaden Hangzhou.
Genomsnittlig årsnederbörd är 1 912 millimeter. Den regnigaste månaden är juni, med i genomsnitt 316 mm nederbörd, och den torraste är november, med 74 mm nederbörd.